# Nick van der Lijke
Nick „Nicky“ van der Lijke (* 23. September 1991 in Middelburg) ist ein niederländischer Radrennfahrer, der Rennen auf Straße und Bahn bestreitet.

## Sportliche Karriere
Van der Lijke wurde 2007 Zweiter der Niederländischen Meisterschaften der Jugend im Straßenrennen. Ein Jahr später belegte er Podiumsplatzierungen in den Gesamtwertungen der Junioren-Etappenrennen Ronde van Antwerpen und West-Brabantse Pijl. Im Jahr 2009 wurde er Sechster im Endklassement des Giro della Lunigiana. Zur Saison 2010 erhielt van der Lijke beim Team Rabobank Continental einen Vertrag. In der Saison 2012 gewann er sowohl eine Etappe als auch die Gesamtwertung der Tour de Gironde, womit van der Lijke seine ersten Siege auf der UCI Europe Tour feierte. 2015 startete er beim Giro d’Italia und wurde 86. der Gesamtwertung. 2016 gewann er die Nachwuchswertung der Tour des Fjords und wurde Dritter der Gesamtwertung, 2017 belegte er in der Bergwertung der Tour de Suisse Rang zwei.
2018 startete Nick van der Lijke auf der Bahn und wurde Europameister im Dernyrennen hinter Schrittmacher René Kos. Im Jahr darauf konnte er seinen EM-Titel nicht verteidigen, da er im Mai des Jahres auf der ersten Etappe der Tour of Norway gestürzt war und an der Schulter operiert werden musste. Erst gegen Ende August konnte er wieder Rennen bestreiten.

## Erfolge
2012
- Gesamtwertung und eine Etappe Tour de Gironde
- Bergwertung Boucles de la Mayenne

2013
- Beverbeek Classic
- Gesamtwertung, eine Etappe und Nachwuchswertung Kreiz Breizh Elites
- Beverbeek Classic
- Nachwuchswertung Tour de Bretagne Cycliste

2016
- Nachwuchswertung Tour des Fjords

2018
- Europameister – Derny (hinter René Kos)